# گمینا گرنبوچیتسه
گمینا گرنبوچیتسه (به لهستانی:  Gmina Grębocice) یک گمینا در لهستان است که در شهرستان پولکوویتسه واقع شده‌است. گمینا گرنبوچیتسه ۱۲۱٫۸۹ کیلومتر مربع مساحت و ۵٬۲۹۰ نفر جمعیت دارد.